# Palacete Tereza Toledo Lara
El palacete Tereza Toledo Lara es un edificio histórico situado en el centro de São Paulo (Brasil). Está ubicado en 22 rúa Quintino Bocaiuva, con lados que dan a las calles Direita y José Bonifácio. Fue diseñado por el arquitecto alemán Augusto Fried, que realizó varias obras en la ciudad de São Paulo. El perímetro pasó a ser conocido como el Triángulo, el lugar donde comienza la ciudad. Consta de tres pisos: la planta baja, dos plantas altas y un sótano. En la planta baja hay en la actualidad varios locales comerciales y en la superior, una tienda de instrumentos musicales. El palacete es de estilo ecléctico con una mezcla neorenacentista, neobarroca, manierista y neoclásica. Es conocido como la esquina musical de São Paulo por haber sido sede de Rádio Récord y el hogar de numerosas tiendas de instrumentos musicales, incluidas Casa Bevilacqua y Editora Irmãos Vitalle. Desde 2014 alberga la sede de la sala de conciertos Casa de Francisca.

## Historia

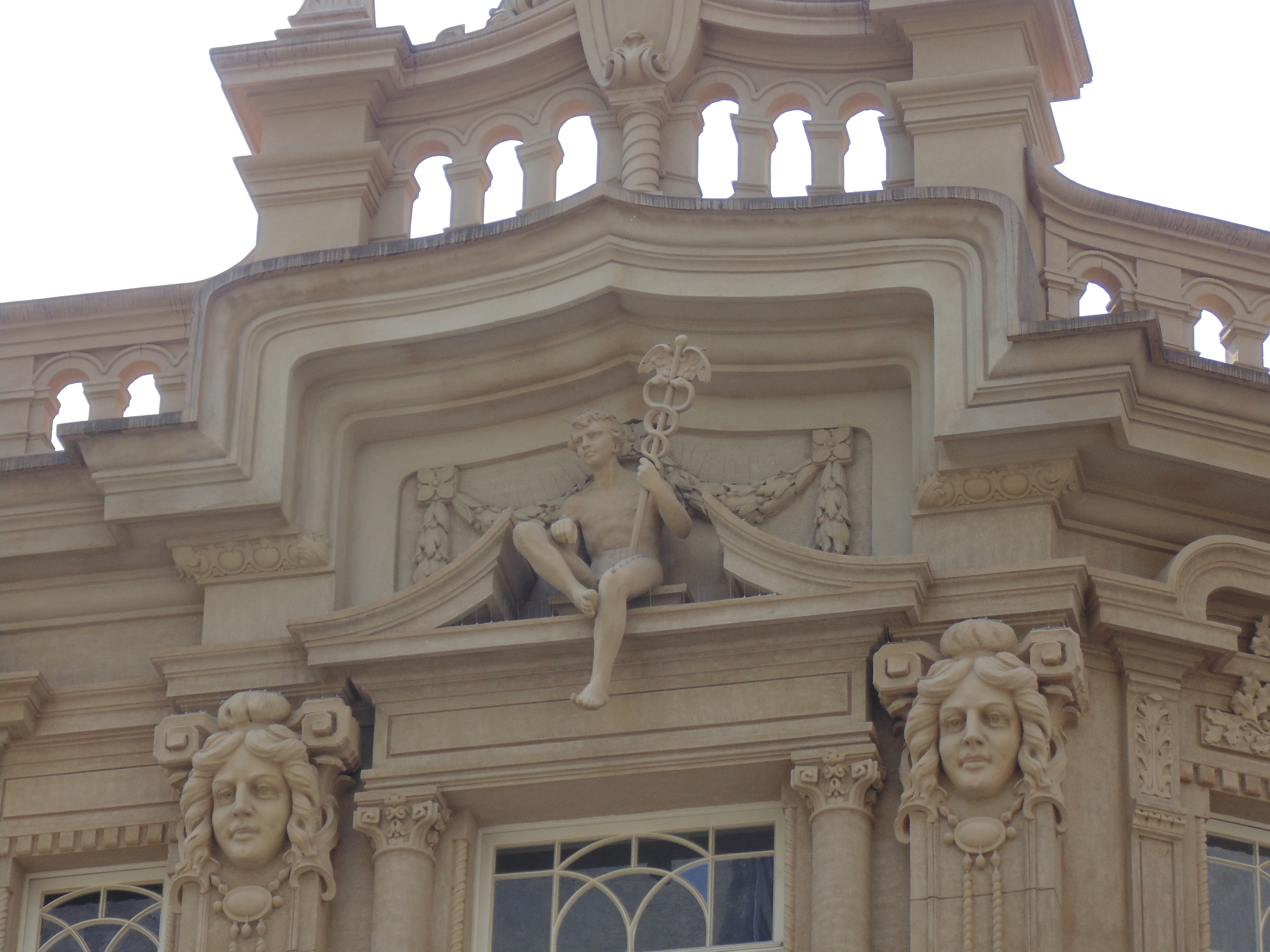
Escultura en lo alto del Palacete

El conde Antônio de Toledo Lara, uno de los fundadores de la fábrica de bebidas Antártica y financiador de la restauración de la catedral metropolitana de São Paulo, concibió el nombre del palacete como homenaje a su hija de siete años. Antônio de Toledo Lara era el segundo mayor propietario de propiedades en el centro de São Paulo, con quince en total.
En un principio la planta baja del edificio estaba ocupada únicamente por oficinas, principalmente para abogados, médicos, dentistas y comerciales. El arquitecto francés Victor Dubugras también tenía una oficina en el lugar. Durante la década de 1930, por iniciativa de Paulo Machado de Carvalho, el palacete Tereza Toledo Lara albergó la sede de Rádio Récord en el piso superior, y la estación permaneció allí durante muchos años. La estación fue popular por sus historias de fútbol y por apoyar al estado en la Revolución Constitucionalista de 1932.
El palacio también albergó varias tiendas de instrumentos musicales, como la Casa Irmãos Vitale y la Casa Bevilacqua, la primera tienda de instrumentos musicales de la ciudad, que trasladó su dirección al palacete Tereza Toledo Lara en 1912. Las tiendas de instrumentos musicales y la presencia de Rádio Récord, durante las décadas de 1940 y 1950, que recibía a los más diversos compositores y cantantes brasileños de la época, hicieron que el edificio fuera conocido como el rincón musical de São Paulo. Hoy la tienda de instrumentos musicales Casa Bevilacqua lleva el nombre de Amadeus y permanece en el piso superior de la mansión.
La actual propietaria del inmueble es Tereza Artigas Lara Leite Ribeiro, bisnieta del conde Antônio de Toledo Lara y actualmente la empresa OTL (Organização Toledo Lara) se encarga de administrar todo su legado inmobiliario.

## Arquitectura

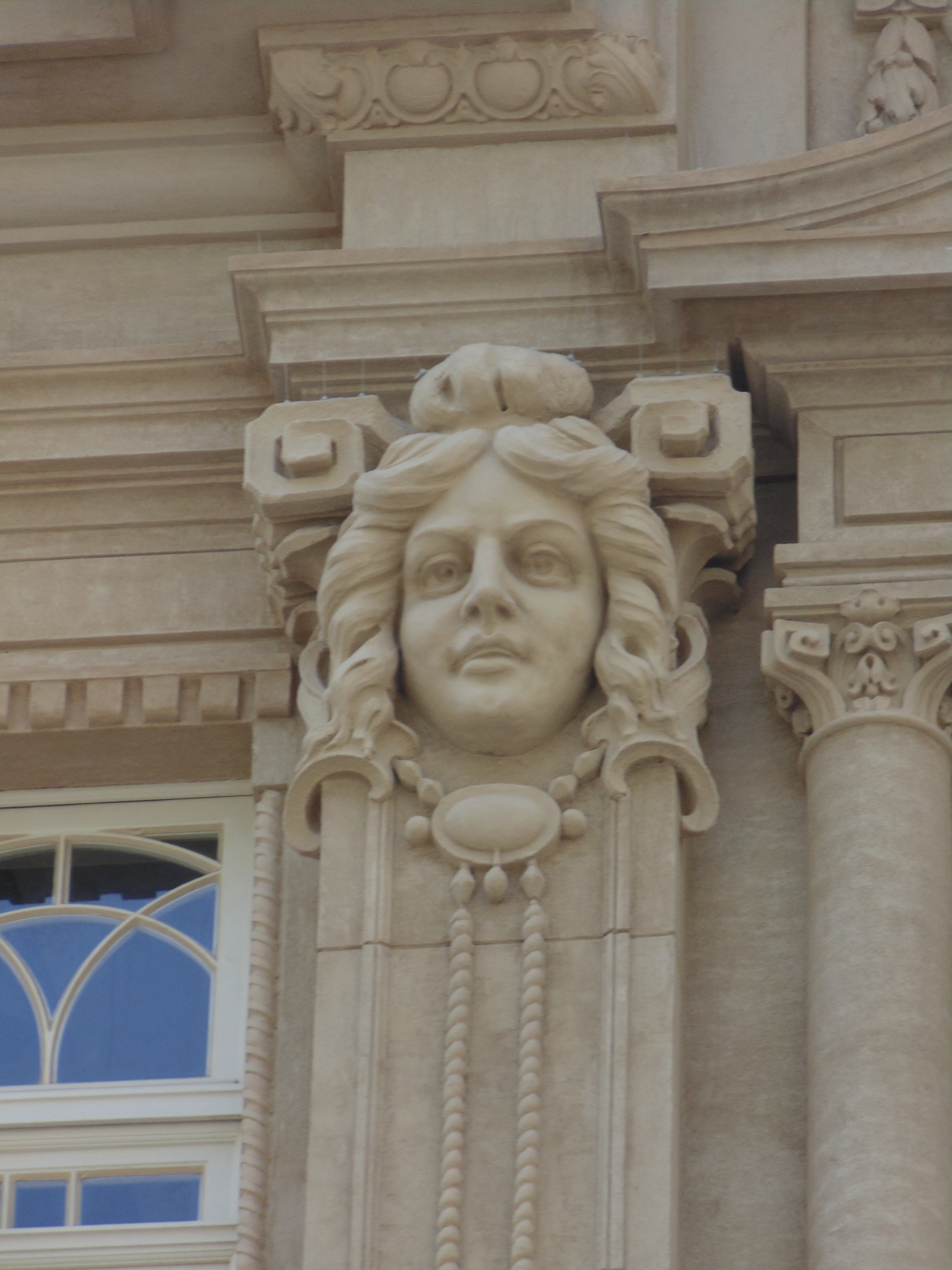
Decoración en la fachada

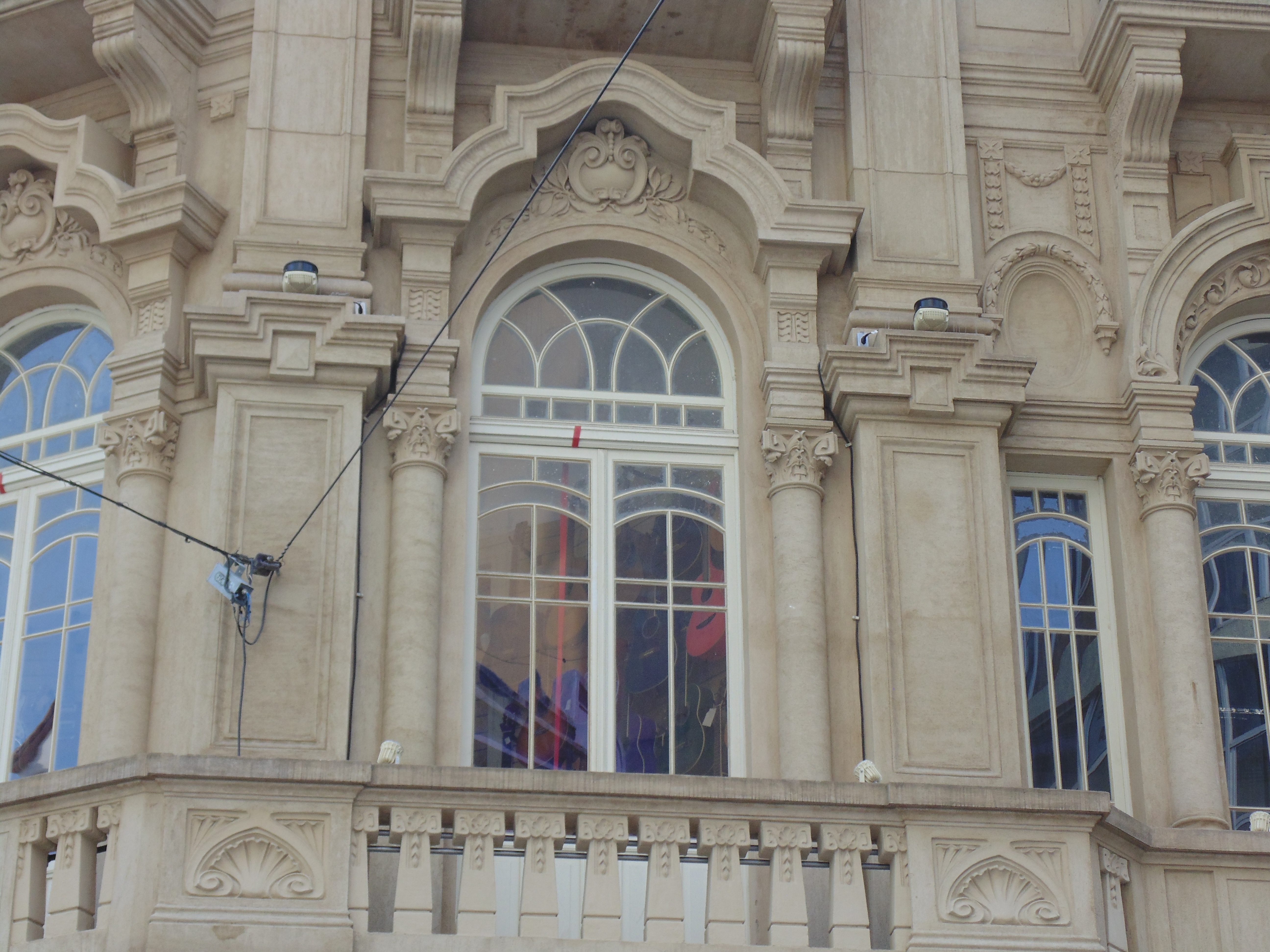
ventana del palacio

Construido en 1910, el palacio fue diseñado por el arquitecto alemán Augusto Fried, conocido por diseñar la primera mansión en la avenida Paulista, para el empresario danés Adam Ditrik von Bulow, uno de los accionistas de la fábrica de bebidas Companhia Antarctica Paulista. Además, Fried también realizó su labor como arquitecto en la construcción del edificio del ex Colégio Visconde de Porto Seguro.
La arquitectura del edificio es bastante ecléctica y con referencias a moldes europeos, incluida la firma del arquitecto Augusto Fried grabada en la fachada de la esquina entre las calles Direita y Quintino Bocaiúva, procedimiento que se considera común en edificios y mansiones. en Estados Unidos, Europa y Argentina. Este procedimiento se adoptó incluso en las primeras décadas del siglo XX, en las construcciones. En la fachada del palacio se pueden ver diversos ornamentos como máscaras, estatuas, pináculos y guirnaldas. El revestimiento es de mortero raspado en las plantas superiores. En el interior del edificio, los vitrales son de colores, el suelo es hidráulico y el ascensor es pantográfico.
Hoy en día, la mayoría de las características originales de la arquitectura patrimonial se mantienen, sin embargo, todo el edificio ha perdido su unidad ya que cada establecimiento comercial en la planta baja tiene derecho a intervenir como lo desee, con la Ley Cidade Limpa limitando el tamaño de los paneles publicitarios como única restricción. También se puede notar la falta de algunos elementos en el exterior, como el pie de una escultura y la punta de unos pináculos.
La actual propietaria de la propiedad es Tereza Artigas Lara Leite Ribeiro, bisnieta del conde Antônio de Toledo Lara.

## Importancia histórica y cultural
Es uno de los inmuebles de la Zona de Preservación Histórica, Artística, Cultural y Paisajística del Área Central de São Paulo, Z8-200, de 1977. El listado establece que se preservará toda el área interna y externa del edificio debido a su antigüedad y su importancia arquitectónica. El edificio permanece hasta el día de hoy, a pesar de que fue construido hace un siglo, como uno de los edificios mejor conservados del centro histórico de São Paulo.

## Estado actual
El 28 de septiembre de 2015, durante la cuarta edición de O Grande Concerto, evento que reúne a los músicos que actúan habitualmente en la sala de conciertos Casa Francisca, la casa lanzó un micromecenazgo para posibilitar el traslado de la dirección de la sala al primer piso del palacete Teresa Toledo Lara. Con el cambio de domicilio, la sala de conciertos, que actualmente tiene una capacidad para 45 personas, podrá recibir entre 120 y 150 personas.
El 20 de mayo de 2016 el palacete recibió una novedad de la tradicional Virada Cultural de São Paulo. El edificio fue uno de los puntos de encuentro del happy hour de apertura de todas las atracciones musicales que se llevarían a cabo en la 12.ª edición del evento. La ocasión representó la pre-inauguración del traslado de Casa Francisca al Palacete.
El 8 de febrero de 2017, el Palacete pasó a albergar la nueva sede de la sala de conciertos Casa da Francisca. A la inauguración de la casa en su nueva ubicación asistieron artistas como Clube da Encruza y Emicida. El cambio de ubicación pretendía huir de la comodidad alcanzada tras varios años instalado en su antiguo local, pasando a recibir 140 comensales en su nuevo establecimiento.